# 1873 في المملكة المتحدة
فيما يلي قوائم الأحداث التي وقعت خلال عام 1873 في المملكة المتحدة.

## كتب
من الكتب التي صدرت هذه السنة في المملكة المتحدة:
- 1 يناير – زوج من العيون الزرقاء من تأليف توماس هاردي.

## مواليد

### يناير
- 9 يناير – ديفيد غولد
- 16 يناير – بويد الكسندر
- 18 يناير – ألفريد روب فيزيائي بريطاني.

### فبراير
- 7 فبراير – تشارلز بي ديكسون لاعب كرة مضرب بريطاني.
- 7 فبراير – توماس أندروز

### مارس
- 13 مارس – جورج فورست
- 17 مارس – مارغريت بوندفيلد

### أكتوبر
- 24 أكتوبر – إدموند تايلور ويتاكر رياضياتي بريطاني.

### نوفمبر
- 4 نوفمبر – جورج إدوارد مور فيلسوف بريطاني.
- 5 نوفمبر – ادوين فلاك
- 24 نوفمبر – هربرت روبر باريت لاعب كرة قدم إنجليزي.
- 30 نوفمبر – ويليام بويل عسكري من المملكة المتحدة.

### ديسمبر
- 1 ديسمبر – جون إتش جونز لاعب كرة قدم من المملكة المتحدة.
- 8 ديسمبر – ألبرت هوارد عالم نبات بريطاني.

## وفيات

### يناير
- 18 يناير – إدوارد بولوير لايتون (مواليد 1803)
- 27 يناير – آدم سيدجويك (مواليد 1785) جيولوجي من المملكة المتحدة.

### فبراير
- 24 فبراير – يوليوس برنشلي (مواليد 1816) مستكشف بريطاني.

### مارس
- 24 مارس – ماري آن كوتون (مواليد 1832)

### أبريل
- 20 أبريل – ويليام تيت (مواليد 1798) سياسي بريطاني.

### مايو
- 1 مايو – ديفيد ليفينغستون (مواليد 1813)
- 8 مايو – جون ستيوارت مل (مواليد 1806)

### يوليو
- 21 يوليو – أوغست كودر (مواليد 1789) رسام فرنسي.
- 24 فبراير – يوليوس برنشلي (مواليد 1816) مستكشف بريطاني.

### نوفمبر
- 4 نوفمبر – لورا كين (مواليد 1826) ممثلة من المملكة المتحدة.

### ديسمبر
- 27 ديسمبر – إدوارد بليث (مواليد 1810)